# 東京エレクトロン
東京エレクトロン株式会社（とうきょうエレクトロン、英: Tokyo Electron Limited）は、日本の東京都港区赤坂に本社を置く世界最大級の半導体製造装置メーカーの一つ。半導体製造装置およびフラットパネルディスプレイ製造装置を開発・製造・販売している。この分野でのシェアは国内首位、世界第3位（2021年現在）。国内半導体関連メーカーとして最大の時価総額および営業利益を誇る。
日経平均株価およびTOPIX Core30、JPX日経インデックス400の構成銘柄の一つ。

## 概要
- 半導体製造装置分野でアメリカのアプライド・マテリアルズ、ラムリサーチ、オランダのASMLと競合する。2022年、ソニーとトヨタなどの大手8社が出資して設立したRapidusや台湾の世界最大半導体メーカーTSMCの熊本工場建設の件でこの会社も再び注目を受けた。元々、海外売上がほとんどであったが、日本が半導体国産化を進めようとしているため、これからは国内への売上が伸びるという展望もある。[7]
- 半導体製造装置は日本が強みを持っている分野の一つであり、世界様々なところで日本製の機械が使われている。特に、東京エレクトロン（TEL）が開発しているコータ／デベロッパーは全世界で90％（EUV露光用はほぼ100％）のシェアを持っている。このように世界半導体動向にかなり大きな影響を及ぼす会社なので、アメリカのバイデン政権は日本、オランダ、アメリカの半導体同盟の大事さを強調している。オランダのASMLと日本の東京エレクトロンはアメリカのバイデン政権から対中規制に対しての協調を強制されている。[8]
- 半導体だけではなく、フラットパネルディスプレイ分野でも有名な会社である。次世代OLED量産方式であるInkjet Printing技術を保有している。
- 業界や株式市場などではTEL、東エレクとよばれることが多い。

## 主な取り扱い製品

### 半導体製造装置
- コータ／デベロッパ - 半導体を製造する際に、フォトリソグラフィープロセスにおいて感光剤の塗布と現像を行う装置。
- エッチング装置
  - プラズマエッチング装置
  - ガスケミカルエッチング装置
- 成膜装置
  - 熱処理成膜装置 - トランジスタの絶縁膜をつくるための製造装置。半導体製造において、トランジスタの性能向上を図るために、短時間で高温での熱処理が必要とされている。
  - ALD装置
  - CVD装置
  - PVD装置
  - 枚葉成膜装置
  - 縦型拡散/LP-CVD/ALD装置
  - SiCエピタキシャル成膜装置
- 洗浄装置 - 半導体製造過程において、チリ、ほこりなどの不純物を洗浄するための装置。
  - 枚葉洗浄装置
  - オートウェットステーション
  - バッチスプレー式洗浄装置
  - 極低温エアロゾル枚葉洗浄装置
  - スクラバー洗浄装置
- テスト装置
  - ウェーハプローバ
  - マルチセルテストシステム
- ウェーハボンディング/デボンディング装置
- ウェーハエッジトリミング装置
- ガスクラスターイオンビーム装置

### フラットパネルディスプレイ製造装置
- FPD エッチング／アッシング装置

## 沿革
- 1963年11月 - 東京放送（TBS、現：TBSホールディングス）の出資により、株式会社東京エレクトロン研究所を設立。
- 1968年2月 - 米国サームコ社との合弁会社、テル・サームコ株式会社（後の東京エレクトロン東北株式会社）を設立。
- 1976年6月 - テル・サームコが世界初の高圧酸化装置を開発。
- 1978年10月 - 株式会社東京エレクトロン研究所から現社名の東京エレクトロンに社名変更。
- 1980年6月 - 東京証券取引所第2部に上場。
- 1984年3月 - 東京証券取引所第1部に昇格。
- 1990年8月 - 東京エレクトロンFE株式会社を設立し、液晶ディスプレイ（LCD）製造装置（FPD製造装置）に本格進出。
- 1990年10月 - 東京エレクトロン デバイス操業開始。
- 1994年8月 - 本社を赤坂TBS放送センターに移転。
- 1999年10月 - 東京証券取引所第1部における業種変更（「商業」→「電気機器」へ）。
- 2000年8月 - 単元の株式数を1,000株→100株に変更。
- 2003年3月 - 東京エレクトロン デバイスが東京証券取引所第2部に上場。
- 2006年4月 - 東京エレクトロンAT株式会社を3社に分割（東京エレクトロンAT株式会社、東京エレクトロン東北株式会社、東京エレクトロンTS株式会社）。
- 2008年2月 - シャープと合弁で東京エレクトロンPV株式会社を設立。
- 2008年2月18日 - 本社を赤坂Bizタワーに移転
- 2012年5月 - NEXX Systems社(米国)を買収し、TEL NEXX, Inc.を設立。
- 2012年11月 - 東京エレクトロンPV株式会社を解散。
- 2013年9月24日 - 半導体製造装置世界最大手のアプライド・マテリアルズと2014年後半までに経営統合することで合意。
- 2015年4月27日 - 「アメリカ合衆国司法省の承認が得られない」ことを理由として、アプライド・マテリアルズとの経営統合を断念することを公表[9]。
- 2015年10月 - TELのマークを変更。
- 2018年10月 - 2012年5月に取得した米国現地法人TEL NEXX, Inc.の全株式を売却[10]。
- 2019年7月10日 - 米国BRIDGとの提携を発表[11]。

## 研究開発拠点
- 神奈川県横浜市西区みなとみらいの横浜シンフォステージウエストタワーにおいて、グループ会社の東京エレクトロン テクノロジーソリューションズおよび東京エレクトロン九州と共に半導体製造装置の研究開発拠点やグループの拠点を2025年9月に開設し、2026年10月に事業開始予定[12][13][14]。

## 歴代社長
| 代                     | 氏名                   | 就任日                 | 退任日                 | 備考                   |
| 東京エレクトロン研究所 | 東京エレクトロン研究所 | 東京エレクトロン研究所 | 東京エレクトロン研究所 | 東京エレクトロン研究所 |
| ---------------------- | ---------------------- | ---------------------- | ---------------------- | ---------------------- |
| 1                      | 遠藤幸吉               | 1963年                 | 1974年                 |                        |
| 2                      | 久保徳雄               | 1974年                 | 1978年                 | 社名改称               |
| 東京エレクトロン       |                        |                        |                        |                        |
| 2                      | 久保徳雄               | 1978年                 | 1980年                 |                        |
| 3                      | 小高敏夫               | 1980年                 | 1990年                 |                        |
| 4                      | 井上皓                 | 1990年                 | 1996年                 |                        |
| 5                      | 東哲郎                 | 1996年                 | 2003年                 |                        |
| 6                      | 佐藤潔                 | 2003年                 | 2009年                 |                        |
| 7                      | 竹中博司               | 2009年                 | 2013年                 |                        |
| 8                      | 東哲郎                 | 2013年                 | 2015年                 |                        |
| 9                      | 河合利樹               | 2016年                 | 現職                   |                        |

## グループ会社

### 日本
- 東京エレクトロン テクノロジーソリューションズ株式会社 - 旧称「東京エレクトロンAT」→「東京エレクトロン山梨」。熱処理成膜装置、枚葉成膜装置、ガスケミカルエッチング装置、テストシステム、FPDプラズマエッチング/アッシング装置の開発・製造。2016年に東京エレクトロンTSを吸収合併、2017年に東京エレクトロン東北を吸収合併
穂坂事業所（山梨県韮崎市）
東北事業所（岩手県奥州市）
府中事業所（東京都府中市）
名古屋サテライト（愛知県名古屋市）
- 東京エレクトロン九州株式会社 - 半導体製造装置（コータ/デベロッパ、サーフェスプレパレーション（洗浄）装置）、FPD製造装置（FPDコータ/デベロッパ）の開発・製造
合志事業所（熊本県合志市）
大津事業所（熊本県菊池郡大津町）
- 東京エレクトロン宮城株式会社 - プラズマエッチング装置の開発・製造

- 東京エレクトロン デバイス株式会社 - 産業用エレクトロニクス製品の設計・開発、半導体電子デバイス及び情報通信機器の販売、保守
- 東京エレクトロン FE株式会社 - 装置の設置・保守サービス
- 東京エレクトロン BP株式会社 - 物流サービス、施設管理、給与・福利厚生、オフィスサポート
- 東京エレクトロン エージェンシー株式会社 - 保険代理

### 米国
- Tokyo Electron U.S. Holdings, Inc. - 米国統括拠点
- Tokyo Electron America, Inc. - 米国におけるセールス・サポート
- TEL Technology Center, America, LLC. - 半導体製造装置の研究・開発
- TEL Venture Capital, Inc.
- TEL Epion Inc. - ガスクラスターイオンビーム(GCIB)技術を用いた産業用製造装置の開発・製造
- TEL FSI, Inc. - サーフェスプレパレーション装置の開発・製造・販売

### 欧州
- Tokyo Electron Europe Limited - 全ヨーロッパ統括拠点(Crawley, England)
German Branch
Italian Branch
Netherlandish Branch
Irish Branch
French Branch
- TEL Solar Services AG
- TEL Magnetic Solutions Limited - 磁場中処理熱装置の開発・製造・販売
- Tokyo Electron Israel Limited

### アジア
- Tokyo Electron Korea Limited
  - 代表者  理事会長　堀井 義明  代表理事社長　元 濟亨
- Tokyo Electron Taiwan Limited
  - 代表者 董事・総経理　秦 雅章
- Tokyo Electron (Shanghai) Limited
  - 代表者 董事・総経理　Jay Chen
- Tokyo Electron (Shanghai) Logistic Center Limited
  - 代表者 董事・総経理　Jay Chen
- Tokyo Electron (Kunshan) Limited - FPD製造装置の製造および部品の補修
  - 代表者 董事・総経理　Jay Chen
- Tokyo Electron Singapore PTE. Limited
  - 代表者　伊藤 秀樹

## 保養地
- テルニセコリゾート
- テル箱根クラブ
- 東京エレクトロン軽井沢クラブ
- 東京エレクトロン松島クラブ
- テル熊本クラブ

## 命名権
以下の施設の命名権を取得している。
- 「東京エレクトロン韮崎文化ホール」 … 「韮崎市文化ホール」（山梨県韮崎市）を改称。2006年4月から5年間、600万円/年。2011年4月から5年間、550万円/年。
- 「東京エレクトロンホール宮城」 … 「宮城県民会館」（宮城県仙台市）を改称。2008年4月1日から5年間、5000万円/年。数度の更新[15][16]を経て2020年4月からは3年間、3000万円/年の内容で契約を更新する[17]。